# Antoon Schoonjans

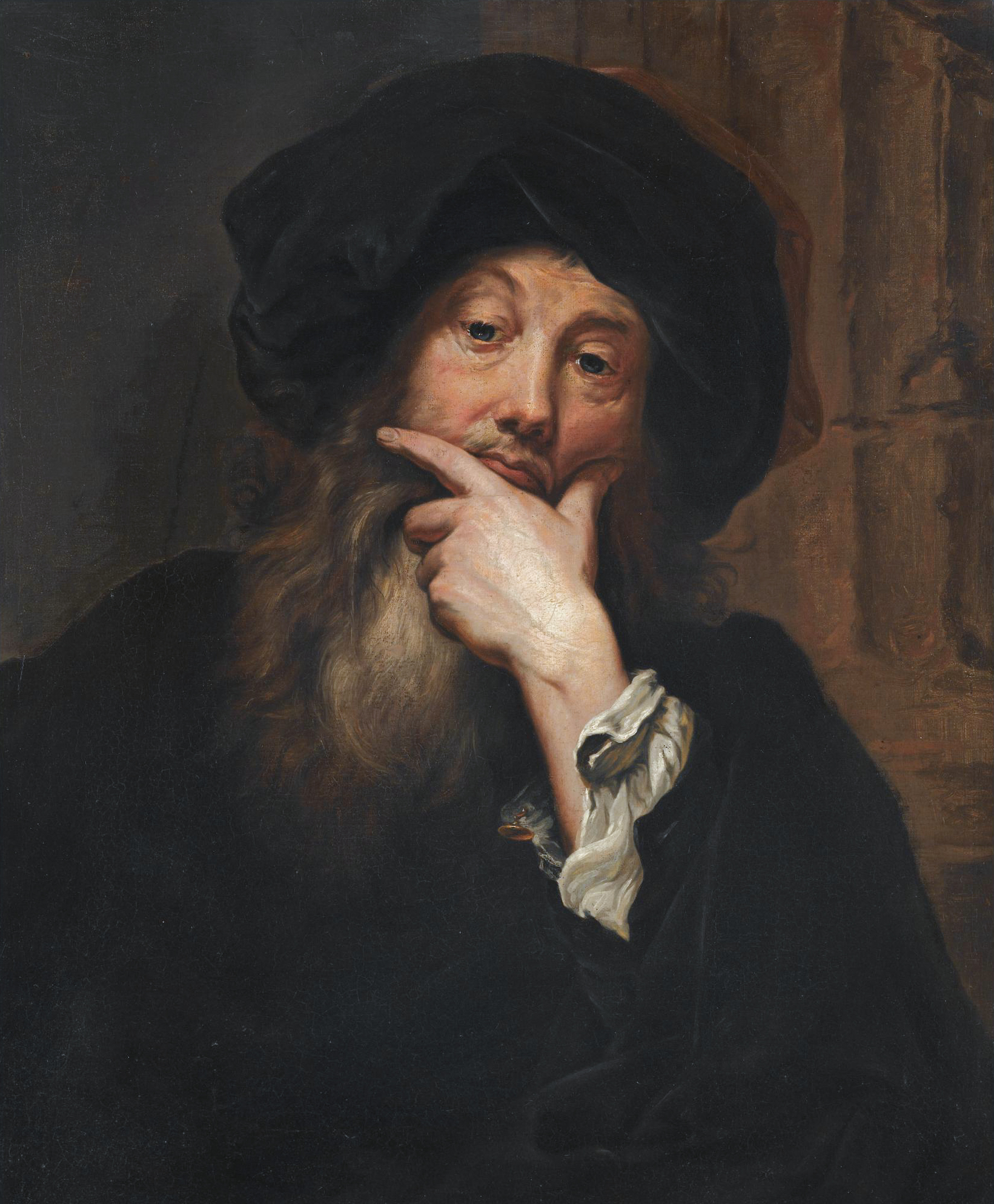
Zelfportret

Antoon Schoonjans (Ninove, 5 maart 1655 - Wenen, 13 augustus, 1726) was een Vlaamse kunstschilder.

## Leven
Schoonjans werd in Ninove geboren als zoon van Jan "Scoonians" en Anna de Gruijtere. Hij kreeg een opleiding in Antwerpen bij Erasmus Quellinus II, een leerling van Rubens.
Rond 1675 verbleef hij een langere periode in Italië (januari 1675 was hij in Rome), waar hij kennis maakte met de Italiaanse barok. Hij werkte daar onder de naam "Parrhasius".
In de periode 1693 tot en met 1702 verbleef hij in Wenen, waar hij in 1695 aangesteld werd als hofschilder van keizer Leopold I. In zijn eerste jaren in Wenen (voor 1695) was de Zwitserse barokschilder Georg Gsell een leerling van hem. In de Stephansdom in Wenen hangt een altaarstuk van Antoon Schoonjans, dat hij in 1700 heeft geschilderd. In 1702 werd hij hofschilder in Berlijn. Hij reisde daarnaartoe in het gezelschap van zijn vrouw, Regina, een zangeres en de Italiaanse componist Giovanni Battista Bononcini.
Na korte tijd in Berlijn gewerkt te hebben, was hij korte tijd actief in Den Haag en Londen. Daarna werkte hij tot 1716 voor keurvorst Johan Willem van de Palts. Hij schilderde het portret van deze vorst en zijn echtgenote. Veel van zijn tekeningen uit die periode bevinden zich in het Museum Kunstpalast in Düsseldorf. 
Na het overlijden van de keurvorst keerde Antoon Schoonjans terug naar Wenen, waar hij de laatste tien jaar van zijn leven doorbracht.
Er bevinden zich zeker vijftien schilderijen van Antoon Schoonjans in Slot Charlottenburg in Berlijn.
- Biografisch Portaal: 16455202
- Digitale Bibliotheek voor de Nederlandse Letteren: scho414
- Gemeinsame Normdatei: 138194742
- International Standard Name Identifier: 0000 0000 8283 5407
- KulturNav: de644ac6-d277-44b8-9801-3a75762d9b4b
- Library of Congress Control Number: nr92036344
- Nationale Bibliotheek van Tsjechië: mzk2012730493
- RKD-Nederlands Instituut voor Kunstgeschiedenis: 71002
- Union List of Artist Names: 500004419
- Virtual International Authority File: 95707740
- WorldCat: E39PBJqqCh6HrrRvycrHDHMdcP